# Just Dance
"Just Dance"는 미국의 가수 레이디 가가의 싱글 음반으로 데뷔 음반 The Fame에 수록되어 있다. 프로듀서는 레드원이 맡았으며 작곡, 작사도 하였다. 이 싱글은 가가의 정규 앨범 The Fame의 첫 싱글로 발표되었다. 가가는 프로듀서 레드원과 10분 만에 "a happy record"를 탄생시켰다고 말했다. "Just Dance" 또한 알앤비 영향을 가지고 클럽에서 술을 마시며 작곡 및 작사를 했다고 한다.
이 싱글은 미국, 호주, 캐나다, 아일랜드, 네덜란드, 영국뿐만 아니라 다른 여러 나라에서 상위 10위안에 진입하며 대중적인 성공을 했다. 미국에서는, "Just Dance"가 2009년 1월 빌보드 핫 100에서 1위에 올라 2008년 5월에 발매해 5개월 만에 정상을 차지했다. 미국에서 이 곡은 디지털 다운로드로 일주일 만에 4십만 건 이상이 팔렸다.

## 트랙리스트
1. "Just Dance" – 4:02 이 외에 국가별로 다름.

## 차트 기록
- 빌보드 핫 100 - 1위
- 빌보드 핫 댄스 클럽 플레이 - 2위
- 빌보드 핫 알앤비/힙합 송 - 72위
- 영국 싱글 차트 - 1위

## 차트 행렬
| 빌보드 핫 100 1위 싱글 |                                   |                                                |
| 이전                   | 2009년 1월 11일 - 2009년 1월 31일 | 다음                                           |
| "싱글 레이디"의 비욘세 | 2009년 1월 11일 - 2009년 1월 31일 | "My Life Would Suck Without You"의 켈리 클락슨 |
|                        |                                   |                                                |
|                        |                                   |                                                |

| 오스트레일리아 ARIA 싱글 차트 1위 싱글 |                                   |                  |
| 이전                                   | 2008년 9월 15일 - 2008년 9월 22일 | 다음             |
| "All Summer Long"의 키드락             | 2008년 9월 15일 - 2008년 9월 22일 | "So What"의 핑크 |
|                                        |                                   |                  |
|                                        |                                   |                  |

| 영국 싱글 차트 1위 싱글        |                                   |                        |
| 이전                           | 2009년 1월 11일 - 2009년 1월 31일 | 다음                   |
| "Hallelujah"의 알렉산드라 버크 | 2009년 1월 11일 - 2009년 1월 31일 | "The Fear"의 릴리 알렌 |
|                                |                                   |                        |
|                                |                                   |                        |

| 캐나디안 핫 100 1위 싱글         |                                   |                  |
| 이전                             | 2008년 8월 23일 - 2008년 9월 27일 | 다음             |
| "I Kissed a Girl "의 케이티 페리 | 2008년 8월 23일 - 2008년 9월 27일 | "So What"의 핑크 |
|                                  |                                   |                  |
|                                  |                                   |                  |

## 발매일
- 북 아메리카 - 2008년 4월 8일
- 유럽 - 2008년 8월 22일
- 영국 - 2008년 12월 29일

## 같이 보기
- 2009년 빌보드 핫 100 차트 1위 목록